# 文溥
文溥（1870年—?），字博亭，什鲁特氏，蒙古正藍旗人，清末政治人物。進士出身。

## 生平
光绪癸巳科举人，甲午科进士，同年五月，授内阁中书。曾在陸軍貴胄學堂學習，任外務部郎中，清末出任浙江寧紹台道。編譯有《平時國際公法》等。宣统年间，出任各部院衙門官選出之資政院議員。任資政院議員座位號為68，於資政院第一次常年會共發言22次。